# Хянга
Хянга́ — литературный жанр классической корейской поэзии, возникший в эпоху Силла. Хянга представляли собой короткие корееязычные стихотворения, записывавшиеся с помощью китайских иероглифов способом иду. До наших дней сохранилось 25 хянга: 14 в «Самгук юса» и 11 в «Кюнё чон».

## Значение
Хянга наделялись магической силой, были способны, по преданию, уничтожить опасное знамение, изгнать «демонов лихорадки», заставить отступить неприятельские войска.

## Обзор
Первые хянга появились в эпоху Силла. Хянга можно перевести как «наша песня», иногда можно встретить также определения «песни Силла» и «песни Родины». Сохранилось двадцать пять хянга. Среди них — авторские произведения, сравнительно поздние. Встречаются и фольклорные, восходящие к древним обрядам.
Огура Симпэй совершил прорыв в исследованиях хянга, которые до него читались неправильно.

## Варианты
Хянга содержат от четырёх до десяти строк. «Десятистрочные» хянга (к ним относятся хянга Кюнё, Астролога Юна, Тыго, Вольмёна, Чхундама) состоят из трех строф: двух четырёхстрочных и последней двухстрочной, которая предваряется междометием. Их размер сейчас не вполне ясен из-за сложности расшифровки текстов, однако поэтика их в своё время осознавалась очень четко. У Чхоёна и Синчхуна — по восемь строк; в случае Синчхуна это объясняется тем, что последние две строки были утеряны.